# جسی راجرز
جسی راجرز (به انگلیسی: Jessie Rogers) (زاده ۸ اوت ۱۹۹۳) بازیگر پورنوی برزیلی-آمریکایی است.

## اوایل زندگی
راجرز در گویانیا برزیل متولد شد. او در دبیرستان ال کامینو در جنوب سان فرانسیسکو در سال ۲۰۰۸ تحصیل کرده است. او قبل از بازی در فیلم‌های پورن یکی از مدل‌ها در نیویورک بود.

## حرفه

### حرفه فیلم پورنوگرافی
راجرز چند روز پس از تولدش در ماه اوت ۲۰۱۱ وارد صنعت پورن شد. در سال ۲۰۱۲ او بر اساس طرحی از یک فنجان سینه‌های خود را به‌طور مصنوعی بزرگ کرد.

## زندگی شخصی

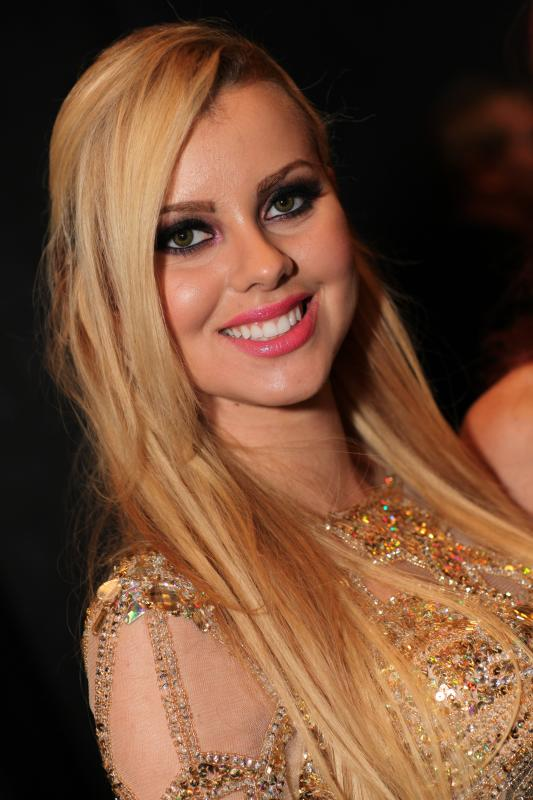
جسی راجرز

### فعالیت
راجرز مدت کوتاهی پس از بازنشستگی، مدافع استفاده اجباری از کاندوم در فیلم‌های پورن و پرداخت غرامت کارگران به هنرمندان شد. در ۲۴ آوریل ۲۰۱۳، او در کمیته کار و استخدام مجلس ایالتی کالیفرنیا ظاهر شد و در حمایت از AB 332، لایحه‌ای که بازیگران پورنوگرافی را ملزم می‌کرد در تمام صحنه‌های جنسی فیلم‌برداری شده در کالیفرنیا از کاندوم استفاده کنند، شهادت داد.

## جوایز و نامزدها
| سال  | مراسم            | نتیجه    | جایزه                                                          |
| ---- | ---------------- | -------- | -------------------------------------------------------------- |
| ۲۰۱۲ | جایزه فیلم‌شب     | نامزدشده | Best New Starlet                                               |
| ۲۰۱۳ | جایزه ای‌وی‌ان     | نامزدشده | Best New Starlet                                               |
| ۲۰۱۳ | جایزه ایکس‌بیز    | نامزدشده | Best New Starlet                                               |
| ۲۰۱۳ | جایزه ایکس‌آرسی‌او | نامزدشده | Cream Dream                                                    |
| ۲۰۱۳ | جایزه فیلم‌شب     | برنده    | Best Ass                                                       |
| ۲۰۱۴ | جایزه ایکس‌بیز    | نامزدشده | Best Scene - Parody Release (with Misty Stone & Xander Corvus) |